# Новотитаровская
Новоти́таровская — станица в Динском районе Краснодарского края. Административный центр Новотитаровского сельского поселения.
Численность населения — 31 520 чел. (2021).

## География
Станица расположена по берегам реки Понура и её притоков, в степной зоне, в 16 км западнее районного центра — станицы Динская, 20 км к северу от центра Краснодара (по Ейскому шоссе).

## Транспорт
В станицу ходят множество автобусов из Краснодара: 117 (Краснодар — пос. Найдорф), 120 (Краснодар — Новотитаровская)[с середины мая больше не ходит], 121 (Краснодар — х. Осечки), 126 (Краснодар — ст. Старомышастовская) и 511 (Автовокзал Краснодар-2 — ст. Калининская).
Имеется железнодорожная станция «Титаровка» на линии Краснодар — Ростов-на-Дону, принимает только пригородные поезда.

## История
Основана 5 октября 1810 года. Входила в Екатеринодарский отдел Кубанской области.
В 1934—1963 годах была центром Новотитаровского района.

### Основание станицы
Первые сведения о Титаровской встречаются в «Наказе войскового правительства Черноморского казачьего войска о введении управления в этом войске» от 1 января 1794 года:
По воинской дисциплине ради собрания войска выстроить 40 куреней, в том числе Динской и Титаровский. Войска поселить куренными селениями в тех местах, где какому куреню по жребию принадлежать будут.

Подлинное подписали: атаман кошевой, армии бригадир и кавалер Захарий Чепега, войсковой судья, армии полковник и кавалер Антон Головатый, войсковой писарь, армии подполковник Тимофей Котляревский
Императрица Екатерина II указом от 14 января 1788 года образовала Черноморское казачье войско для охраны южных рубежей государства Российского от частых и разрушительных набегов кочевых племен и народностей предгорий Северного Кавказа, жаловала им кубанские земли.
Из 40 куреней на Кубани основано 8: Васюринский, Корсунский, Пластуновский, Пашковский, Величковский, Тимашевский. Между Кубанью и Азовским морем в урочище Сечи был основан Титаровский курень по имени атамана Титарова.
Ходит легенда, что у атамана Титарова была дочь красавица и полюбила она беднейшего кузнеца. Богатый отец не дал согласия на брак, и влюблённые бежали далеко от дома, остановившись на берегу степной реки Понуры. Они построили первую землянку, а затем к ним примкнули оскорблённые и униженные беженцы из России, казаки и переселенцы с Украины.
Так в 1810 году возникло поселение казаков-переселенцев. Число дворов — 773, число жителей — 4776 человек.
Перед смертью атаман Титаров простил молодых и дал им хорошую помощь и богатство. После этого курень у Азовского моря по желанию дочери атамана стал называться Старотитаровским, а своё поселение она нарекла Новотитаровским. Первое, что было сделано в поселении, — построена церковь и школа с пятилетним образованием для казаков и трехлетним для иногородних. Основными жителями были донские и казаки Запорожской сечи, 20 дворов и 62 человека жителей.

### Октябрьская революция
К 1917 году в станице Новотитаровской проживало 17124 человека в 2020 дворах.
Вечером 28 февраля 1917 года, во время проведения большевиками Екатеринодара очередного собрания, почтовый служащий, член большевистской партии с 1913 года П. В. Есаульченко сообщил переданную телеграфом весть о падении царизма и победе восставшего народа в Петрограде.
Но на Кубани, несмотря на победу большевиков, сложилось двоевластие. Параллельно с советами — органом власти рабочих и крестьян, были гражданские комитеты — детище буржуазии. Большевики активно включились в борьбу за ликвидацию двоевластия и передачу власти в руки рабочих и крестьянских депутатов. Но ход революции был остановлен жёсткой властью зажиточной казачьей верхушки. В связи с этим в сентябре 1917 года большевики, возглавившие Совет рабочих и солдатских депутатов, определили первостепенной задачей создание в городах и станицах Кубани Красной гвардии.
Долгожданную весть о низвержении Временного правительства и победе пролетарской революции принёс на Кубань телеграф. Первые вести об этом начали распространяться через телеграфистов железнодорожных станций. Войсковое правительство не хотело признавать советскую власть.
Большевики решили перевести власть в свои руки при помощи оружия. В листовках Екатеринодарского комитета РСДРП(б), извещающих трудящийся народ Кубани о победе социалистической революции в Петрограде говорилось:
…открылась возможность осуществить задачи,
которые стоят перед нашей революцией —
дать исстрадавшимся народам 
МИР,
ХЛЕБ

И СВОБОДУ

### Установление советской власти в станице Новотитаровской
В 1919 году, когда на Дону происходила болезненная смена государственной власти, казачество за неподчинение и восстания решено было «…быстро и решительно уничтожить как особую бытовую экономическую группу, разрушить его хозяйственные устои, физически уничтожить казачье чиновничество и офицерство…обезвредить рядовое казачество» (из решения Донского бюро РКП(б) «Об основных принципах отношения к казачеству»).
🇷🇺Против богатых казаков был проведен массовый террор с целью поголовного истребления, был конфискован хлеб, сельскохозяйственные продукты, земли. К среднему казачеству принимались меры, исключающие возможность противостоять новой власти. Непокорных людей расстреливали, станицы и хутора – сжигали. Масса людей подверглась депортации. Так исполнялось циркулярное письмо Оргбюро ЦК РКП(б) «Об отношении к казакам», вошедшее в историю как «Директива о расказачивании».

🇷🇺По свидетельствам историков, в годы Гражданской войны донцы потеряли из 1,5 миллиона человек (гражданского населения) 250 тысяч убитыми. Что касается донских боевых частей, они сражались за прежние порядки и устои, но несли потери и отступали вплоть до ноября 1920 года, затем, как и часть населения, вынужденно эмигрировали.казаков-коммунистов.

### Первый станичный совет
Недолгой была радость свободного народа. Стеной ринулась на поля Кубани добровольческая армия генерала Деникина и генерала Корнилова. Корнилов заявил: «Здесь будет наша победа или гибель». Большевики на II съезде советов Кубани призывали жителей взяться за оружие и встать на защиту народной власти. Екатеринодар был объявлен на осадном положении.
Армия Деникина, овладев Кубанью и Черноморьем, установила режим повсеместного террора и насилия. Повсюду начались облавы, обыски, смертные казни.
В то же время партизанские отряды большевистского движения совершали разрушительные рейды на белогвардейские гарнизоны, уничтожали склады с оружием, боеприпасами, продовольствием. Деникинцев громила I конная армия во главе с Буденным и полки Ворошилова.
17 марта 1920 года части 22 стрелковой дивизии Захарова выбили войска белогвардейцев из станицы. После 12-часового боя 22-я и 33-я дивизии, а также свободный корпус Жлобы, освободили Екатеринодар.
Сразу же после освобождения был избран ревком. Председатель ревкома — Курбатов, военком — Козинец, секретарь комячейки — Имертри, комендант — Козлов. Латыш-стрелок Альфон Фридрихович Имертри, руководитель комячейки из 30 человек, с огромным рвением приступил к созданию новой жизни в станице. Молодой коммунист Василий Подгайний создал комсомольскую ячейку, молодежь активно включилась в борьбу за мирный труд.
Проводится работа по проведению выборов на Кубани и в станице.
19 декабря 1920 года состоялись выборы на общестаничном сходе открытым голосованием. Были избраны первые 50 депутатов.
Из доклада Мандатной комиссии:
По составу среди депутатов – 21 казак, 25 иногородних, 3 латыша, 1 венгр, из них 23 члена и кандидата в члены ВКП(б)»
Ревком передает свою власть первому совету депутатов трудящихся.
Первым председателем был единогласно избран Василий Митрофанович Бойко, член РКП(б). Его заместителем Петр Алексеевич Подгайний, секретарь исполкома Григорий Филиппович Лобашев.

### Первые организации коллективной обработки земли
Кончилась гражданская война. Советский народ вернулся к мирной жизни. Уже в апреле 1921 года возле станицы возник полевой стан первого товарищества по совместной обработке земли (ТОЗ) «Братство и Равенство», организатором которого стал Григорий Соболев. В нём было 5 лошадей, 2 плуга, 1 борона, 40 десятин земли.
Первые поля засевали вручную. И как были счастливы коммунары, когда собрали свой первый урожай — 20 тонн зерна, итог работы нескольких семей — бывших безлошадных крестьян и батраков.
В 1928 году ТОЗ получил первый трактор «Фордзон», 2 молотилки и локомобиль.

### Первые колхозы в станице Новотитаровской
В 1928 году сельхозартель приняла наименование «Путь к коммунизму», в 1930 году приняли устав, обобщили дома, имущество.
В 1929 году было принято решение о создании в станице колхоза «Большевик», который объединял 3490 единоличных хозяйств, имел 3000 лошадей, 6 тракторов, 20 молотилок.
Создание колхозов проходило в острой классовой борьбе. Члены артели пахали с оружием за спиной и не раз отражали нападения бандитов и мародёров. Но несмотря, ни на что колхозы росли и развивались. Валовые сборы зерна увеличивались год от года: 1935 год — 8816 тонн, 1936 год — 13528 тонн, 1937 год — 22409 тонн.
В 1929 году была создана Новотитаровская машинотракторная станция (МТС). До начала Великой Отечественной войны она обслуживала все колхозы Новотитаровского района.

### Великая Отечественная война
После взятия Ростова-на-Дону, армия противника выдвинулась по направлениям на Сталинград и Северный Кавказ. Столицу Кубани г. Краснодар гитлеровское командование приказало взять силами 73 пехотной дивизии и 13 танковой.
Вся тяжесть обороны города легла на воинов 30 Иркутской дивизии, занявшей оборонительный рубеж от ст. Динской до ст. Новотитаровской, в её состав входили 5000 бойцов, 180 орудий и миномётов, левый фланг от ст. Новотитаровской до ст. Елизаветинской обороняла 339-я дивизия в составе 2000 бойцов. 7 августа дивизия приняла первый бой на подступах к ст. Динской силами 35-го стрелкового полка и практически полностью уничтожила противника.
На всей протяжённости линии фронта противником постоянно велась разведка боем, направлена на выявление слабых мест в обороне и выделяя места возможного прорыва линии фронта.
8 августа соединения армии противника выдвинулись к ст. Новотитаровской. Первый отряд был разгромлен бойцами 256-го стрелкового полка. К полудню противник потерял около 300 человек в живой силе, 2 бронемашины, 30 мотоциклов.
За бои под Ростовом, Краснодаром, Горячим Ключом 30-я Иркутская дивизия была удостоена звания гвардейской.
С декабря 1942 года войсковому соединению присвоено наименование 55 гвардейская стрелковая ордена Ленина Иркутская дивизия им. Верховного Совета РСФСР.
В освобождении Динского района приняли участие войска Северо-Кавказского военного округа под командованием И. И. Масленникова.
9-10 февраля 1943 года части 9-й гвардейской и 31-й стрелковой дивизий, 40-я особая мотострелковая бригада продолжали вести наступательные бои и, несмотря на упорное сопротивление противника, к 9 часам утра 11 февраля 1943 года заняли пос. Агроном, ст. Динскую, ст. Старокорсунскую.
12 февраля в результате решительных атак советские войска овладели г. Краснодаром, заняли железнодорожную станцию Тимашевская.
329-я стрелковая дивизия получила приказ занять ст. Пластуновскую и нанести удар по направлению ст. Новотитаровской — ст. Елизаветинской, для того, чтобы отрезать врагу путь на запад.
Преследуя отступающего неприятеля, советские войска вступили в бой за ст. Новотитаровскую. Разведка под командованием младшего лейтенанта И. Н. Тумановского доложила об укреплениях на восточной окраине станицы, вдоль железнодорожного полотна. Батальону капитана Поздеева была поставлена задача выбить фашистов с железнодорожного полотна и овладеть станицей. Пулемётная рота под командованием лейтенанта А. А. Лебедева, подавив шквальным огнём две огневые точки противника, дала возможность пехоте форсировать реку Понуру вброд. Взвод лейтенанта Т. С. Стацури, обойдя противника с левого фланга, бросил в бой все имеющиеся силы, под яростным напором советских бойцов враг дрогнул и бежал. Потери противника составили более 100 человек, захвачено 3 пулемёта, 1 противотанковая пушка, 40 человек взято в плен. За самоотверженность и успешное проведение операции по освобождению ст. Новотитаровской командир был награждён орденом Красной Звезды.

### Народные мстители
В 1942 году, во время оккупации ст. Новотитаровской, был создан партизанский отряд «Отважный». Он совершал рейды в тыл врага, вел разведку и подрывную деятельность. Отряд входил в краевое соединение партизан под командованием Селезнева. Командиром партизанского отряда был Сероштан Иван Кузьмич.
В книге «Документы отваги и героизма» — Краснодар, 1965 года, можно найти немало сведений о работе этого отряда.
В донесении командира Новотитаровского партизанского отряда сообщается о положении в районе, временно оккупированного противником. В станице постоянно находятся комендант и 20 солдат, под их руководством создается полиция из бывших кулаков и белогвардейцев.
Группа Сероштана сумела освободить 17 военнопленных, заразить сапом 40 немецких лошадей, захватила в плен 8 и уничтожила более 30 солдат и офицеров противника.
По заданию РК ВЛКСМ Юрий Пачков собрал группу единомышленников из 18 рябят, они расклеивали и раздавали листовки и агитационную литературу. Бойцы отряда пробивали скаты на транспорте противника, уничтожали запасы ГСМ, похитили со складов 6 автоматов и несколько винтовок, патроны и гранаты. Отряд Пачкова неоднократно совершал диверсионные акты в ст. Новотитаровской.
В возрасте 13 лет Виктор Гурин ушел в партизанский отряд «Отважный». Вместе с двумя мальчишками проводили дерзкие вылазки против фашистов, собирали разведывательные данные. Но при выполнении очередного задание отряд, в который входил Виктор Гурин, попал в окружение, немцы не пощадили никого. 17 декабря 1942 года расстреляли всех пленных мужчин, женщин и детей, среди которых был и Виктор Гурин.
Великая Отечественная война призвала сотни титаровских жителей и казаков на поля сражений. Многие из них отличились в боях за Родину, покрыв себя неувядающей славой.
Среди них высокое звание «Героя Советского Союза» удостоены:
- Приймак Николай Алексеевич
- Броварец Владимир Тимофеевич
- Кокора Семен Васильевич
- Гражданкин Виктор Иванович

Сотни титаровцев награждены орденами и медалями за подвиги на фронтах Великой Отечественной войны.
Одним из первых высокого звания «Героя Советского Союза» удостоен комсомолец Николай Алексеевич Приймак. Он родился и рос в семье трудолюбивых кубанских хлеборобов. В возрасте 17 лет юноша встал на защиту родной земли. По всей Кубани шел с боями Николай Алексеевич, до последней минуты жизни помнил он отцовский наказ: «Крепче бей фашистскую свору сынок!».
Бил врага под Краснодаром, Холмской, Крымской. В своем последнем бою за станицу Троицкую 22 июня 1943 года Н. А. Приймак совершил героический подвиг.
Взрывом мины ему оторвало ступни обеих ног. От потери крови и боли кружилась голова, но он не выпустил оружия из рук и снова и снова поливал свинцовым дождем вражеские цепи, до последнего удара сердца. Последние его слова, были: «Передайте отцу, что боролся за родную землю, как учил меня он, как Кубань наказывала».
В сентябре 1943 года стрелковая бригада, в которой служил лейтенант Броварец, вышла к Днепру, севернее Киева. Молодой командир вместе с солдатами строил плоты, проводил разведку противоположного берега.
В октябре полк начал переправу на противоположный берег Днепра. Взвод, командиром которого был Владимир Тимофеевич, первый произвел высадку. Попав под обстрел вражеской артиллерии, Броварец получил тяжелое ранение руки. 17 октября 1943 года вражеская пуля оборвала жизнь молодого командира.
Награда Владимиру Тимофеевичу пришла уже после смерти. Высшая награда — звание «Героя Советского Союза» присвоена ему за бои при форсировании Днепра.
Освобождала Москву — Осетрова Анна Гавриловна, город-герой Новороссийск — Акиншина Ольга Даниловна, старшиной первой статьи на Черноморском флоте была Зайцева Зоя Павловна, в эвакогоспитале работала Плаунова Зоя Степановна, в медсанбате на передовой служила Шатравина Надежда Николаевна, защищала родную станицу Гора Раиса Степановна, в партизанском отряде сражалась Заставенко Елизавета Ивановна и многие, многие другие сражались с врагом.

## Население
| 1939 | 1959    | 1979    | 2002    | 2010    | 2021    |
| ---- | ------- | ------- | ------- | ------- | ------- |
| 8805 | ↗10 307 | ↗17 149 | ↗22 341 | ↗24 754 | ↗31 520 |

Бо́льшая часть населения станицы — русские (89,9 %), также проживают армяне (6,0 %), украинцы (1,6 %) и др.

### Известные люди
- Бабешко, Владимир Андреевич — учёный, академик Российской академии наук
- Довгалюк, Вера Алексеевна — работник сельского хозяйства, Герой Социалистического Труда.
- Чернявская, Валентина Степановна — передовик советского сельского хозяйства, Герой Социалистического Труда.